# Eladio Jiménez

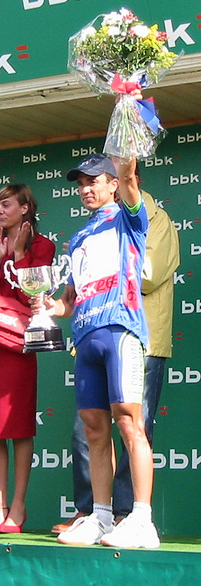
Eladio Jiménez.

Eladio Jiménez Sánchez es un ciclista español nacido en la ciudad salmantina de Ciudad Rodrigo el 10 de marzo de 1976.

## Biografía

### Debut y progresión en Banesto
Debutó como profesional en el año 1998 con el equipo español Banesto, dirigido por José Miguel Echávarri y Eusebio Unzué.
En 2000 ganó una etapa en la Vuelta a España, estrenando así su palmarés.

### Éxitos en el Comunitat Valenciana
Para 2004 fichó por el Comunitat Valenciana (continuador del Kelme)dirigido por Vicente Belda. En su primera temporada en el equipo ganó una etapa en la Vuelta a España.
En 2005 ganó su primera vuelta por etapas, la Euskal Bizikleta, donde también ganó una etapa. En septiembre ganó una etapa en la Vuelta a España, la tercera de su carrera.

### Operación Puerto
En 2006, en el marco de la Operación Puerto, fue identificado por la Guardia Civil como cliente de la red de dopaje liderada por Eufemiano Fuentes, bajo el nombre en clave Eladio. Jiménez no fue sancionado por la Justicia española al no ser el dopaje un delito en España en ese momento, y tampoco recibió ninguna sanción deportiva al negarse el juez instructor del caso a facilitar a los organismos deportivos internacionales (AMA, UCI) las pruebas que demostrarían su implicación como cliente de la red de dopaje.

### Del Karpin a Portugal
Tras la disolución de su hasta entonces equipo, para 2007 fichó por el Karpin Galicia dirigido por Álvaro Pino, de categoría Continental Profesional. Ese año ganó dos etapas de la Vuelta a Portugal y fue tercero en el Campeonato de España de Ruta.
En 2008 corrió en el Fercase-Rota dos Móveis, un equipo portugués de categoría Continental.
En 2009 corrió en el C. C. Loulé, un equipo portugués de categoría Continental.

### Positivo por EPO
El 7 de diciembre de 2009 fue suspendido por la UCI por haber dado positivo por EPO recombinante en un control antidopaje realizado el 12 de agosto, día en que se había impuesto en la 6.ª etapa de la Vuelta a Portugal.

## Palmarés
2000
- 1 etapa de la Vuelta a España

2001
- 1 etapa del Gran Premio CTT Correios de Portugal

2004
- 1 etapa de la Vuelta a España

2005
- Euskal Bizikleta, más 1 etapa
- 1 etapa de la Vuelta a España

2006
- 1 etapa del Trofeo Joaquim Agostinho

2007
- 1 etapa del Trofeo Joaquim Agostinho
- 2 etapas de la Vuelta a Portugal
- 3.º en el Campeonato de España en Ruta

2008
- 1 etapa del Circuit de Lorraine
- 1 etapa del Gran Premio CTT Correios de Portugal

2009
- 1 etapa de la Vuelta a Portugal

## Equipos
- Banesto/iBanesto.com (1998-2003)
  - Banesto (2001-2003)
  - iBanesto.com (2001-2003)
- Comunidad Valenciana (2004-2006)
  - Comunidad Valenciana-Kelme (2004
  - Comunidad Valenciana (2004-2006)
- Karpin Galicia (2007)
- Fercase-Rota dos Móveis (2008)
- Centro Ciclismo de Loulé-Louletano (2009)
- Norinver Cycling Team Master (2016–2025)